# Jim Lightbody
James Jim Davies Lightbody, ameriški atlet, * 15. marec 1882, Pittsburgh, Pensilvanija, † 2. marec 1953, Charleston, Južna Karolina.